# Herald Marku
Herald Marku (sinh 18 tháng 5 năm 1996) là một cầu thủ bóng đá Albania thi đấu ở vị trí tiền vệ.Herald Marku tại Soccerway. Truy cập 5 tháng 1 năm 2018.</ref>

## Sự nghiệp quốc tế

### U-17 Albania
Marku được triệu tập lần đầu U-17 Albania bởi huấn luyện viên Džemal Mustedanagić cho giải đấu giao hữu diễn ra vào tháng 8 năm 2012 ở Romania.